# 金曜かわら版
金曜かわら版（きんようかわらばん）は、千葉テレビ放送で2009年4月から2011年3月まで放送された生放送のローカルワイド番組である。

## 概要
高橋摩衣がMCを務め、他の出演者はゲスト出演者以外に存在しない。
内容としては地域情報や週末の映画情報が中心である。
なお、毎年7月の甲子園県予選期間中は同時刻に『速報!今日の高校野球』を放送するため、放送時間が変更される。
2011年3月25日で番組終了。2011年4月からは新たな生放送の地域情報番組として『CLOCK15』を放送する。MCは同年4月1日まで『朝まるJUST』のMCだった河村和奈が担当する。

## 主なコーナー
- PICK UP かわら版

週替わりで注目情報を伝えるもの。
- ムービーマイスター

週末に公開される映画の情報。